# Meamea Thomas
Meamea Thomas (* 11. September 1987 in Tarawa; † 23. Juni 2013 in Betio) war ein kiribatischer Gewichtheber.

## Karriere
Meamea Thomas trat bei den Olympischen Spielen 2004 in Athen im Halbschwergewicht an und belegte den 13. Rang. Bei der Eröffnungsfeier war er Fahnenträger seines Landes. Ein Jahr zuvor hatte er bei den Südpazifikspielen in Suva die Goldmedaille gewonnen. Im Juni 2013 verunglückte der Athlet im Alter von 25 Jahren bei einem Verkehrsunfall in Betio, als er einen Fahrradfahrer vor einem Auto rettete und dadurch selbst starb. Der Fahrer des Autos war betrunken.